# Saison 1 de Magnum (1980)
Chronologie
Saison 2
Cet article présente le guide des épisodes de la première saison de la série télévisée américaine Magnum.

## Saison 1 (1980-1981)
Haut de page